# Список персонажей книг об Алисе Селезнёвой
В этом списке содержится информация о персонажах книг советского и российского писателя-фантаста Кира Булычёва из цикла об Алисе Селезнёвой.

## Земляне

Пашка Гераскин верхом на говорящей птице Альте. Рис. Евгения Мигунова.

- Алиса Селезнёва — девочка с Земли, главная героиня книг Кира Булычёва, ученица 6 класса (хотя в книге «Сто лет тому вперёд» Алиса говорит, что в школах будущего «нет классов и нет букв», а есть только «группы по интересам»), дочь профессора Селезнёва (специалиста по космической биологии), побывала на 20 планетах, состоит в друзьях с полевым агентом 003 ИнтерГпола Корой Орват и комиссаром Милодаром. За заслуги перед народами галактики удостоена ряда почётных титулов — история одного из них (наследной принцессы планеты императрицы Моуд) подробно описана в повести «Гай-до», остальные перечислены кораблём Гай-до инспектору планеты для тиранов в одноимённой повести: «…И ещё дважды княжна, трижды королева и один раз премьер-министр».
- Пашка Гераскин — одноклассник и ровесник Алисы, её лучший друг. Легкомысленный авантюрист, способный уговорить даже чугунную тумбу, учится не очень, а в «Узники Ямагири-Мару» кидается на поиски клада и тащит за собой Алису. Второй по важности персонаж цикла после Алисы Селезнёвой и основной персонаж повести «Пашка-Троглодит». Возможно, влюблён в Алису, но своих чувств не проявляет.
- Аркаша (в сериале — Арик, Аркадий Сергеевич) Сапожков (Сапожников) — одноклассник Алисы и её ближайший друг. Участвовал вместе с Алисой в космических экспедициях в пределах нашей Галактики в научных и авантюристических целях. Описан как подросток чуть выше среднего роста с ярко-рыжей курчавой шевелюрой и веснушками на лице. Основной персонаж повести «Древние тайны»
- Джавад Рахимов — одноклассник Алисы. Достаточно малоактивный. Он тот, кого привычно называют «тугодумом». Всё привык делать основательно и просчитав последствия. Консервативен и положителен. Впрочем, его флегматичное спокойствие и «непробиваемость» служат островком стабильности среди гиперактивных друзей.
- Маша и Наташа Белые — сёстры-близнецы, одноклассницы Алисы. Дружат с дельфинами Гришкой и Медеей, которые живут на биостанции.
- Илюша Чашков — одноклассник Алисы. Фигурирует в повести «Подземная лодка». Появляется только один раз в первой главе повести, из которой следует, что он закончил седьмой класс. В качестве дипломного путешествия, которое полагается совершить в период летних каникул, Илья выбрал плавание по подземной реке, пересекающей пустыню Сахару.
- Игорь Селезнёв — отец Алисы, профессор космозоологии, директор КосмоЗоо. «Крупнейший в Галактике специалист по созданию и селекции космических животных». Женат на космическом архитекторе по имени Кира, которая обычно бывает в разъездах и редко появляется дома. Часто летает на корабле «Пегас» с капитаном Полосковым и механиком Зелёным на поиски новых животных.
- Кира Селезнёва — мать Алисы, космический архитектор. Есть данные, что она строила объекты на других планетах. Также практически невозможно ничего сказать о её внешности, кроме того, что она, очевидно, небольшого роста, и её характере. В произведениях об Алисе она изредка появляется фоновым персонажем, при этом постоянно поясняется, что она находится в длительных командировках. Только в повести «Алиса и заколдованный король» она предстаёт главным героем. В отличие от книг, является важным персонажем в фильме «Сто лет тому вперёд» (2024), где её профессия изменена с архитектора на агента силовой организации.
- Клавдия Матвеевна — бабушка Алисы, проживающая во Внуково близ Москвы. Известно, что она балерина и танцует в Большом театре.
- Алексей — дедушка Алисы. Известны только его увлечения: собирание фото известных балерин и видеосъёмка любимой внучки.
- Аустра — родственница Алисы Селезнёвой. Упоминается в повести «Война с лилипутами». Проживает в дачном посёлке Каугури (на западной окраине Юрмалы) на берегу Рижского залива. Имеет огород, где выращивает лучшие в Латвии артишоки.
- Лукреция Ивановна — двоюродная бабушка Алисы из Симеиза. Находится на пенсии. Ранее работала в цирке, была известным иллюзионистом. Активно участвует в нескольких авантюрных похождениях Алисы. Гиперактивная и весьма самолюбивая женщина.
- Пуччини-2 — иллюзионист-волшебник, директор цирка. Друг и отчасти соперник Лукреции.
- Геннадий Полосков — капитан космического корабля «Пегас». В мультфильме «Тайна третьей планеты» отсутствует, его функции выполняет Зелёный.
- Филидор Зелёный — бортмеханик космического корабля «Пегас». В мультфильме «Тайна третьей планеты» является капитаном и отчасти совмещает в себе черты книжных Полоскова и Зелёного. В фильме «Лиловый шар», несмотря на имя, характер и облик совпадают именно с книжным Полосковым.
- Всеволод — известный галактический капитан, по прозвищу «Первый». В мультфильме «Тайна третьей планеты» аналогичный персонаж носит имя Буран.
- Кора Орват — агент Интер-Галактической Полиции (также центральный персонаж сериала «Интергалактическая полиция»).
- Комиссар Милодар Фетр — глава ИнтерГпола (также персонаж сериала «Интергалактическая полиция»). В спин-оффе Рей. Друг Алисы.
- Ричард Петрович Темпест — сотрудник Московского института времени (МИВ). Молодой, длинноногий, очень худой и не очень весёлый. У него длинные курчавые волосы, как у папуаса.
- Полина Метёлкина — сотрудница Института времени (также персонаж телефильма «Гостья из будущего»), координатор инопланетной секции МИВа. Супруга капитана Полоскова — капитана космического корабля «Пегас». Фамилию получила после выхода фильма «Гостья из будущего», в котором роль Полины сыграла актриса Елена Метёлкина.
- Елена Простакова — спасательница Института времени. Спасла из плена Алису Селезнёву и Ричарда Темпеста, попавших в плен во времена крестоносцев. Под видом старой кроманьонки тайно наблюдала и помогала Паше Гераскину во время его практике в каменном веке. Была лично знакома с Александром Македонским, и он подарил ей свой портрет. Во время одного из путешествий в прошлое нашла на африканском побережье черепаху, на панцире которой обнаружилися надписи на языке атлантов, что помогло Алисе Селезнёвой найти местоположение затонувшей Атлантиды.
- Николай Николаевич («Сто лет тому вперёд») — сотрудник Института времени. Машина времени установлена в его квартире. В XX веке — сосед Коли Наумова. Коля попадает в его квартиру, когда Николая Николаевича увозит скорая: одноклассник Коли Фима Королёв попросил его снять мерку с соседской модели фрегата. В фильме «Гостья из будущего» он отсутствует, его место в сюжете занимает Полина.
- Дед Павел («Сто лет тому вперёд») — 117-летний москвич, передвигается на одноколёсном велосипеде. В фильме «Гостья из будущего» он назван отцом капитана Геннадия Полоскова. Именно он знакомит Колю Герасимова с профессором Селезнёвым. Павел закончил спецшколу с английским уклоном.
- Милена Митина («Сто лет тому вперёд») — знаменитая певица будущего, «красивая, немного курносая женщина». Родом из Костромы. Подарила Коле Наумову камешек с планеты Бруск, где гастролировала. В фильме «Гостья из будущего» не появляется.
- Иван Иванович Царевич — директор Заповедника сказок. Был превращён в козлёнка Кусандрой, позже вместе с Алисой перенёсся в Эпоху Легенд и вернулся в человеческий облик.
- Джон Сильвер (Сильвер Джонович) — бывший пират, знакомый всем по роману «Остров Сокровищ». Давно он чего-то не поделил с Билли Бонсом, капитаном Киддом и Томом Морганом. Вот и пришлось Джону Сильверу бежать куда глаза глядят. Так он попал в XXI век. Немолодой, один глаз завязан жёлтой тряпкой, на голове — треугольная шляпа, вместо одной ноги — деревяшка, а в руках — костыль. Одет в странный камзол с позументами, а на плече у него сидит Капитан Флинт — пожилой попугай с поредевшим хохолком, периодически насвистывающий песни. Ныне Джон Сильвер — вахтёр в Московском институте времени вместе с попугаем, который называется сторожевым — в случае чего он поднимет тревогу или будит хозяина, если тот переберёт рому и заснёт, как убитый.
- Магдалина Дог (Собачкина) — ученица сначала шестого, а потом десятого класса, ученица в университете, сотрудник Института космической геологии и автор книги. Очень талантливая. Враждует с Джоном Сильвером.
- Семён Владимирович — специалист по профилактике. Похож на тюленя.
- Тихоша — специалист по профилактике. Похожа на ежа.
- Светлана — учительница Алисы. Летала на Пенелопу, Крину, давала семиклассникам дипломные задачи и т. д.
- Галина Петровна — наставник по биологии на биостанции в Москве. Давала шестиклассникам дипломную работу на лето.
- Герман Шатров — оператор и знакомый профессора Селезнёва. Распустил по всему Гоголевскому бульвару «туды-сюды дедушек»-роботов, один из которых сильно напугал Алису, а потом попал вместе с ней в плен к ржавому фельдмаршалу.
- Володя Чулюкин — режиссёр, работает вместе с Германом Шатровым. Всё делает быстро, в том числе говорит, часто недоговаривает фразы. Невысокого роста, носит мексиканскую шляпу с бубенчиками.
- Вася — ассистент Германа Шатрова. Вечно загорелый. Поехал с киносъёмочной группой в Крым.
- Берта Максимовна — коллега Алисы. Помешана на дельфинах.
- Всеволод Михайлович — сосед Алисы. Иногда работает на телестудии, где играет злых волшебников или древних дедов. Немного помешанный — у него в голове путается то, что он читал в исторических романах, и то, что было при нём. Он жил на свете так долго, что даже думает, что он встречался с Наполеоном. На самом же деле он родился где-то в середине XX века. Ему 150 лет.
- Каролина Павловна — молодая учительница в Алисиной школе.
- Михаил Петрович Петров — знаменитый физик, открывший временные изменения в сверхтекучей плазме и получивший Нобелевскую премию за изобретение машины времени. Потом он возглавил Институт времени. Невысокий, плотный, глаза маленькие, острые, серого цвета. Немного заикается и одет по самой последней моде.

### Персонажи из XX века («Сто лет тому вперёд»)
- Коля Наумов (в фильмах «Гостья из будущего» и «Сто лет тому вперёд» — Герасимов; в советском фильме роль сыграл Алексей Фомкин, в российском ― Марк Эйдельштейн) — московский шестиклассник. С учётом того, что действие романа происходит в 1976 году, а Коле двенадцать (о чём он сообщает в пятой главе), соответственно, родился он в 1964 году. Побывал в будущем (по книге — в 2082 году, по советскому фильму — в 2084 году, по российскому — в 2124). Спас от космических пиратов миелофон, с которым ему пришлось убежать в своё время. За ним погнались пираты и Алиса. В книге у него есть мама с папой (первая глава начинается фразой «Родители у Коли сравнительно не старые — им ещё сорока нет»), в советском и в российском фильмах — только мама Инна Кирилловна (роль сыграли Татьяна Божок и Мария Майкова-Слидовкер). Если в советском фильме отсутствие отца никак не объясняется, то в российском фильме Коля упоминает, что его родители развелись. Из книги известно также, что ему нравится телепередача «Кабачок „13 стульев“», один из выпусков которой показывали в тот самый день, когда он попал в будущее. В российском фильме его история претерпела некоторые изменения, в частности он взрослее (учится не в шестом, а в одиннадцатом классе), проживает в 2024 году и увлекается рэпом.
- Юля Грибкова — подруга (и некоторое время одноклассница) Алисы Селезнёвой из XX века. Присутствует в книге и в советском фильме (роль сыграла Марианна Ионесян). В книге у Юли есть мама по имени Наташа, которая устраивает Алису в школу; в фильме этим занимается бабушка (роль сыграла Людмила Аринина). Кроме того, Юля является одной из главных героев повести «Два билета в Индию», не связанной с «Приключениями Алисы», и снятого по ней одноимённого мультфильма (озвучила Ольга Громова).
- Фима Королёв — одноклассник и приятель Коли Наумова (Герасимова). Любит поесть (в книге упоминается о том, как, будучи в гостях у Коли, съел все котлеты). Присутствует в книге, в советском и российском фильмах (в советском роль сыграл Илья Наумов, в российском ― Кирилл Митрофанов). В российской экранизации Фима живёт в 2024 году, носит очки и увлекается киберспортом. Как и Юля Грибкова, присутствует также в повести «Два билета в Индию», однако в мультфильме его заменили новым персонажем — Димой Семёновым.
- Коля Садовский — одноклассник Коли Наумова. Сочинитель невероятных историй. Присутствует в книге и в советском фильме (роль сыграл Семён Бузган).
- Коля Сулима — одноклассник Коли Наумова. Присутствует в книге и в советском фильме (роль сыграл Антон Суховерко).
- Боря Мессерер — одноклассник Коли Наумова. Художник. Присутствует в книге и в советском фильме (роль сыграл Алексей Муравьёв).
- Мила Руткевич — одноклассница Коли Наумова. Отличница. Присутствует в книге и в советском фильме (роль сыграла Екатерина Авербах).
- Катя Михайлова — одноклассница Коли Наумова. Спортсменка, играет в волейбол и теннис. Присутствует в книге и в советском фильме (роль сыграла Елена Коляскина).
- Альбина Фетисова — одноклассница Коли Наумова. Присутствует в книге и в советском фильме (роль сыграла Мария Баукина).
- Лена Домбазова — одноклассница Коли Наумова. Спортсменка (из фильма известно, что увлекается волейболом). Присутствует в книге и в советском фильме (роль сыграла Наталья Шанаева).
- Лариса Троепольская — одноклассница Коли Наумова. Красавица с «прекрасными голубыми глазами». Есть в книге, но нет в советском фильме.
- Александр (Алик) Борисович — врач больницы, в которой познакомились Алиса и Юля. Любит рассказывать, как он выловил на Дону щуку. В книге также упоминается о том, «как он подражает соловью». Пригласил медсестру Шурочку в кинотеатр, где шла французская комедия с участием Луи де Фюнеса. Присутствует в книге и в советском фильме (роль сыграл Георгий Бурков).
- Шурочка — медсестра больницы, в которой познакомились Алиса и Юля. Присутствует в книге и в советском фильме (роль сыграла Мария Стерникова).
- Мария Павловна — ещё одна медсестра больницы, «пожилая и строгая», которая «всегда говорила о правилах и о том, что их надо соблюдать». Присутствует в книге и в советском фильме (роль сыграла Валентина Талызина).
- Алла Сергеевна — учительница английского языка. Присутствует в книге и в советском фильме (роль сыграла Екатерина Васильева).
- Марта Эрастовна Скрыль — тренер секции по лёгкой атлетике. Присутствует в книге и в советском фильме (роль сыграла Наталья Варлей).
- Эдуард Петрович (в фильме Александрович) — учитель физкультуры. В фильме носит прозвище «Илья Муромец». Присутствует в книге и в советском фильме (роль сыграл Вячеслав Баранов).
- Пётр Ишутин — трусоватый молодой человек, предпочитающий ни во что не вмешиваться. Считает себя «весьма начитанным и неглупым». Любит модно одеваться (в книге одет в замшевый пиджак, в фильме — в фирменную спортивную куртку). Из книги известно, что он работает поваром (в фильме читает «Книгу о вкусной и здоровой пище»). Мечтает сняться в кино, и непременно в героической роли — полководца Багратиона или милицейского следователя. Присутствует в книге и в советском фильме (роль сыграл Андрей Градов).
- Ниткин — кинорежиссёр с «неприятным лицом», в одном из фильмов которого снимался пират Крыс. Присутствует только в книге.

### Исторические персонажи
- Ричард I Львиное Сердце
- Салах ад-Дин
- Король Артур
- Сэр Кэй
- Мерлин
- Платон
- Робин Гуд
- Гай Гисборн
- Афанасий Никитин
- Леонардо да Винчи
- Жанна д’Арк
- Брат Тук
- Маленький Джон
- Эдуард IV
- Елизавета Вудвилл
- Эдуард V
- Ричард Шрусбери
- Елизавета Йоркская
- Ричард III
- Фея Моргана
- Озёрная фея
- Генрих VII

### Обитатели легендарной эпохи
- Змей Гордыныч — трёхголовый дракон, экспонат Заповедника сказок. Первым проявил желание переселиться из легендарной эпохи в будущее. Двоюродный брат Несси, племянник Змея Долгожевателя.
- Кусандра (в некоторых изданиях — Куусандра) — обитатель легендарной эпохи, затем помощник директора Заповедника сказок по хозяйственной части, временно исполнял обязанности Бабы Яги («Папа Яга»). Выдавал себя за великого волшебника. Осуществил переворот в Заповеднике и стал директором, превратив Ивана Ивановича Царевича в козлика. Был разоблачён и уехал обратно в легендарную эпоху, где стал жить у Бабы Яги.
- Король — экспонат Заповедника сказок. Живёт в замке, половину которого сдаёт дирекции Заповедника. Как и другие сказочные короли, очень любит распоряжаться и требовать, наказывать и казнить. После отъезда Кусандры в легендарную эпоху и до возвращения Ивана Ивановича Царевича исполнял обязанности директора Заповедника.
- Красная Шапочка — девочка, экспонат Заповедника сказок. Живёт в Заповеднике вместе со своей бабушкой.
- Бабушка Красной Шапочки — экспонат Заповедника сказок. Живёт в Заповеднике вместе со своей внучкой — Красной Шапочкой. Увлекается вязанием и печением пирожков, вяжет занавес для детского музыкального театра необычайных размеров.
- Спящая Красавица — экспонат Заповедника сказок. Лежала в хрустальном гробу в подвале замка. Была предметом любви как Царевича, так и Кота в сапогах. В момент возвращения Ивана Царевича была разбужена Котом в сапогах, но отвергла его и выбрала Ивана.
- Дед Мороз (Мороз Тимофеевич) — волшебник, экспонат Заповедника сказок. В Заповеднике живёт в холодильнике вместе со своей внучкой Снегурочкой.
- Снегурочка — внучка Деда Мороза, экспонат Заповедника сказок. Подруга Алисы, мечтает покататься с ней на коньках. В Заповеднике живёт в холодильнике вместе со своим дедушкой.
- Свен (Веня) — гном, экспонат Заповедника сказок (как говорит сам — не экспонат, а «экспо-гном»). Отличается обидчивостью и нежеланием трудиться. Живёт в Заповеднике вместе с тётей Дагмарой и двумя братьями.
- Дагмара — гномиха, экспонат Заповедника сказок. Живёт в «самом аккуратном доме» Заповедника вместе с тремя своими племянниками — Свеном и двумя его братьями.
- Серый Волк — экспонат Заповедника сказок. Сообщник Кусандры. Притворяется вегетарианцем, утверждает, что ест только морковку.
- Кот в сапогах — экспонат Заповедника сказок. Сообщник Кусандры. Делает вид, что влюблён в Спящую Красавицу.
- Медведь-молчун Михаил — экспонат Заповедника сказок. Друг Деда Мороза. Отличается молчаливостью, говорит только в самых крайних случаях.
- Сила Пудович — богатырь, пошедший прямо и потерявший коня. Кемаль-аль-Рахим подарил Силе нового арабского жеребца
- Герасик — мальчик-естествоиспытатель из Эпохи Легенд. Изобрёл колесо и догадался, почему яблоки падают на землю.
- Дурында — белая ворона, жительница Эпохи Легенд. Обманула Силу Пудовича, в результате чего он потерял коня. Преследовала Алису и Ивана Ивановича, и в итоге перенеслась с ними в будущее.
- Баба Яга — жительница Эпохи Легенд, ведьма, сестра Кусандры. Держит чёрного кота, умеет летать на метле, варит разбойникам зелье.
- Соловей-Разбойник — известный персонаж былины «Илья Муромец и Соловей-Разбойник». Всё время свистит. Живёт в Эпохе Легенд.
- Волшебник Оох — известный волшебник Эпохи Легенд. Живёт в замке. Ростом он чуть-чуть повыше Алисы с бородой до пояса. Одет скромно.
- Кемаль-аль-Рахим — мусульманский волшебник времён Эпохи Легенд. Друг волшебника Ооха. Страдает насморком. Отец Шехерезады. Имеет ковёр-самолёт, который дал во временное пользование Алисе и Ивану Ивановичу.
- Шехерезада — дочь Кемаля-аль-Рахима. Считается, что знает тысячу и одну сказку, но на самом деле сказки за неё рассказывали старухи. Пыталась соблазнить Ивана Ивановича Царевича после того, как тот вернулся в человеческий облик.
- Синдбад-мореход — житель Эпохи Легенд. Друг Шехерезады и Хасана-ибн-Хасана. Одет в шаровары, сапоги в загнутыми вверх носками, белую рубашку с красным поясом и красивую чалму. Усатый и молодой дяденька.
- Хасан-ибн-Хасан — один из самых могущественных джиннов Эпохи Легенд и одновременно самый тихий из них. Живёт в Пещере Джиннов. Приятель Синдбада-морехода. Ростом 5 метров с длинным носом, клочкастой бородой и клыками, торчащими изо рта. Как и другие джинны спрятался в закупоренной бутылке, чтобы переждать ледниковый период. Помог вернуть Ивану Ивановичу человеческий облик.
- Мустафа — один из джиннов, решивших переждать ледниковый период в закупоренной бутылке. Позже, посоветовавшись с Хасан-ибн-Хасаном, отправил себя в бутылке в качестве посылки Алисе. Некоторое время жил у неё в доме, снялся в экранизации повести «Старик Хоттабыч», позже сосуд с ним случайно забрал Авдеев Корней, собиравший старинные вещи, потому что ненавидел современные технологии и хотел построить на своей планете Обиталище цивилизацию без них. Мустафа некоторое время служил у него, а потом попал под власть его детей, не разделяющих взгляды отца, и вместе с ними построил на планете Обиталище технологически развитую цивилизацию к разочарованию Корнея.
- Змей Долгожеватель — дядя Змея Гордыныча.
- Курочка Ряба — жительница Эпохи Легенд, переселилась в Заповедник сказок. Несла золотые яйца. Была похищена Кусандрой и возвращена в Эпоху Легенд, где позже была съедена разбойниками.
- Жан — житель Эпохи Легенд, людоед ростом в два раза выше обычного человека. Бывший богатырь и друг Силы.
- Мерлин — волшебник, житель Эпохи Легенд.
- Фея — жительница Эпохи Легенд.

## Инопланетяне
- Громозека — профессор космоархеологии, инопланетянин с планеты Чумароза. Давний друг профессора Селезнёва и Алисы, иногда берёт их с собой в экспедиции.
- Рррр — археолог и лингвист с планеты Брастак. Похож на котёнка. Друг Алисы, спасал вместе с ней планету Колеида.
- Спуси-ва-пус-ва-пас-ва-пос — лингвист, специалист по древним языкам, доцент. Прилетел в Москву на семинар по структурной лингвистике, проходивший в апреле 2082 года. Похож на небольшую лошадь синего цвета. Ввиду того, что земная атмосфера для него непригодна, вынужден пользоваться специальным скафандром, внешне похожим на заполненный жидкостью гигантский аквариум, передвигающийся на трёх механических ногах.
- Крыс (в повести «Сто лет тому вперёд» — Крысс) — опасный преступник. Со слов Весельчака У из повести «Путешествие Алисы» известно, что он пришелец с планеты Крокрыс(с), космический пират, способный менять внешность. В повести «Сто лет тому вперёд» даже снимался в кино у режиссёра Ниткина — изображал «Наполеона, генералов, солдат, светских красавиц, старых монахов, детей, лошадей и даже верного Гастона, любимого пса маршала Мюрата». Выглядит как человек-скорпион, имеет хвост с ядовитым жалом (однако яд действует только на других крокрысов).
- Весельчак У — толстый космический пират, сообщник Крыса. О нём известно крайне мало. В молодости продал в рабство на отсталую планету родную мать, позже попытался её выкупить, но та уже стала правительницей местного княжества и прогнала его («он и его корабль еле ноги унесли»). Позже обращался к ней за помощью вместе с Крысом, однако их снова прогнали, так как матери Весельчака У «не нужен был сын-неудачник». Великий хитрец, любит играть сам с собой в карты, при этом постоянно жульничает. В фильме «Гостья из будущего» он, как и Крыс, способен менять внешность (в книгах этого нет).
- Ирия Гай — путешественница с планеты Вестер, жители которой отличаются от землян только наличием шести пальцев на ногах и сиреневыми глазами. Отец, Самаон Гай — известный конструктор. Он так хотел, чтобы родился мальчик, что воспитал Ирию сильным воином и бесстрастным учёным. После гибели отца в автокатастрофе, Ирия странствовала на корабле Гай-до в качестве космического разведчика. На планете Пять-Четыре она спасла польского космонавта Тадеуша Сокола и влюбилась в него, в результате очень изменилась. Выйдя замуж за Тадеуша, переехала на Землю и живёт под Вроцлавом, воспитывая дочь Ванду и лишь изредка принимая участие в приключениях своих друзей. Ирия предстаёт в двух ипостасях, внешне совершенно различных. В обычной, повседневной жизни она — красивая женщина, любящая жена и мать, с удовольствием занимающаяся домашним хозяйством и заботящаяся о муже и ребёнке. Но при возникновении любой опасности, угрожающей её близким и друзьям, она мгновенно перевоплощается, и появляется Ирия, воспитанная Самаоном Гаем — исследователь и боец, бесстрашная и беспощадная, владеющая рукопашным боем, свободно обращающаяся с оружием, отлично разбирающаяся в любой технике.
- Панченга Мулити — работорговец, хозяин рабыни Заури, настоящее имя которой — Лара Коралли. Имеет папу-Панченгу и брата — адмирала Панченгу Скулити. Очень толстый.
- Панченга Скулити — пират-адмирал, брат Панченги Мулити и сын Панченги-папы.
- Боевая Подруга — Боевая подруга Панченги Скулити. Рыжая толстуха.
- Орел-Хохотуша — Тиран. Описывается, как розовая птица, похожая на пингвина с губами вместо клюва.
- Вери-Мери — единственный пигмей, живущий в племени пигмеев атани, который умеет говорить на языке планеты Крина. Сварливый, почти всё время ест какой-то корень, толстый. Работает «профессиональным подглядчиком», как он сам выражается.
- Тягамото — профессор с планеты Флукс. Живёт на островах Люкю в Бурном океане.
- Бакштир — советник королей, впервые появляется в повести «Звездный пес». Всегда занят, вечно торопится кому-то помочь или кому-нибудь помешать. Любит бегать по волнам и кататься на сёрфе по раскалённой лаве. Те короли, которые послушаются Бакштира, потом об этом жалеют. Ему принадлежит Звёздный пёс.

## Роботы
- Вертер — робот из Института Времени (появляется в поздних произведениях цикла под влиянием фильма «Гостья из будущего»). Мягкий и скромный романтик, немного себе на уме, добр и благороден, безумно влюблён в Полину. Был разрушен Весельчаком У и Крысом.

В российском фильме Вертер выглядит в виде дрона. Он работает с Игорем Селезнёвым над расшифровкой РНК динозавра и всячески помогает его дочери, Алисе Селезнёвой, тренироваться и находить информацию о её матери в прошлом. Во время первого столкновения с пиратами Вертер попадает в прошлое, где его на две части разрубает Весельчак У, однако позже восстанавливает его. Помогает главным героям в битве против Глота. В этом фильме Вертер умеет создавать реалистичные голограммы и хранит в себе много информации.
- Поля — робот-домработник, живущий в доме Селезнёвых (в некоторых книгах носит имя Гриша).
- Посейдон, или Поликарп, — робот дальней разведки. Отправлен в отставку как морально устаревший.
- Гай-до — разумный космический корабль. Придуман изобретателем Самаоном Гаем с планеты Вестер. Строительство корабля начал сам изобретатель; после его гибели дело отца завершила Ирия. Название корабля означает «Брат Гай». Корабль небольшого размера, по форме похожий на жёлудь, обладает всеми качествами человеческого мышления, эмоциями и чувством юмора. Может видеть как внутри, так и снаружи себя при помощи видеокамер, разговаривать человеческим голосом. Фактически представляет собой искусственный интеллект в полном смысле этого понятия.

Разумность корабля сначала повергает свидетелей в шок. Позже, в романе «Война с Лилипутами» фигурирует патрульный катер с близкими свойствами: он разговаривает, спорит с пассажирами и даже шутит, но насколько он близок по способностям к Гай-до неизвестно. Уникальность Гай-до заключается (по крайней мере, согласно изначальному замыслу) в его автономности и креативности: он может сам проводить эксперименты и выполнять задания.
Гай-до принадлежал космической исследовательнице Ирии Гай. После её отъезда на Землю, пытался разыскать хозяйку, но был обстрелян и попал на свалку кораблей, где был подобран Алисой, Пашкой Гераскиным и Аркашей Сапожковым. Принял участие в экспедиции на планету 5-4 и на Крину, а также в гонках Земля-Луна (2-е место). Хотя формально подарен Ирией юным биологам, обычно находится возле дома Ирии и Тадеуша под Вроцлавом и нянчит маленькую Вандочку.
- Чёрный Хозяин — персонаж повести «Пленники астероида».
- Василий Петрович — робот-учитель в Алисиной школе. Появляется только в мультсериале.

## Животные и растения
- Бронтя — бронтозавр, вылупившийся из яйца, найденного в вечной мерзлоте на Енисее. Друг Алисы. Жил в Космозоо, потом в Палеозо, где он является вторым жителем после мамонтёнка Гриши.
- Геракл — питекантроп, живущий на биологической станции в Москве и не желающий превращаться в человека. Геракл жил около 2000000 лет назад на острове Ява. Алиса Селезнёва, Пашка Гераскин и другие работники юношеской биологической станции, совершая экскурсию в прошлое, и увидели, как на молодого Геракла напал тигр. Пашка Гераскин успел спасти Геракла и доставить его в будущее. На биологической станции Геракл быстро освоился, но так и не превратился в человека. Однажды Геракл подвергся воздействию временного экрана и помолодел на полгода. Геракл также умел пользоваться водяным шлангом и приносить чай.
- Говорун — полуразумная птица, похожая на попугая с двумя клювами. Может перелетать между планетами и говорить, используя услышанные от людей слова и фразы. Именно благодаря говоруну Алиса, Селезнёв, Полосков и Зелёный спасли капитанов из лап Крыса и Весельчака У.
- Индикатор — существо, имеющее форму шара (в мультфильме «Тайна третьей планеты» — прямоугольного параллелепипеда) на тонких ногах. В зависимости от настроения меняет цвет.
- Птица Крок — огромная птица с Третьей планеты системы Медузы, похитившая Алису и Весельчака У. Название ей дали коллекционеры на зоологическом рынке Блука.

Предполагаемый вид почтовой марки планеты Шешинеру с изображением склисса

- Марсианский богомол — метровое насекомое с Марса, которое живёт у Алисы как домашнее животное. Может дышать любой атмосферой. Во время ходьбы хрустит суставами. По ночам может издавать звуки, похожие на игру на балалайке. Когда обижается, то складывается, как складная линейка, и прячется. Питается сушёным горохом.
- Паук-ткач-троглодит — инопланетное животное, довольно редкое, имеет несколько конечностей. Отличается способностью к прядению нитей из любого подходящего материала (может, например, состричь шерсть с животного — соседа по клетке) и умеет вязать. Не умеет различать правую и левую сторону, вследствие чего может, например, вязать одновременно три варежки на одну руку.
- Склиссы — «сумчатые парнокопытные» в виде коровы с перепончатыми крыльями с планеты Шешинеру[1]. Была взята на борт космического корабля «Пегас» профессором Игорем Селезнёвым для пополнения московского зоопарка (КосмоЗоо). Несмотря на способность летать, склисс, как и любая земная корова, достаточно ленива и тугодумна.
- Тигрокрыс — хищник с планеты Пенелопа. В мультфильме «Тайна третьей планеты» представлен как гигантская синяя крыса с шестью лапами, двумя хвостами (один из которых длиннее другого) и мордой и полосками на спине, как у тигра.
- Шуша — небольшой шестилапый зверь, похожий на кенгурёнка. Разумное застенчивое млекопитающее со стрекозиными глазами с Сириуса. Любит сгущёнку, может читать и разговаривать. Алисе его подарил капитан Полосков. Взрослый шуша ростом с ребёнка-дошкольника.
- Апеляблоки — инопланетные растения с планеты Пенелопа, растут как злак, но после созревания плоды — вылитые яблоки, только очень маленькие.
- Петух — обычный деревенский петух, которого когда-то купила одна бабушка ещё цыплёнком, чтобы не скучать. Когда цыплёнок подрос, он обнаглел: будил весь дом на рассвете, на бабушку никакого внимания не обращал и заклевал до полусмерти соседского кота. Бабушка не выдержала и подарила его биостанции, где работали Алиса, Пашка, Аркашка, Машка, Наташка и другие. На биостанции петух постоянно всех задирал. И через два месяца поплатился за это, попав под действие временного экрана, клюя колоски апеляблок: он превратился в яйцо и исчез.
- Бубличное дерево — быстрорастущее дерево, которое вывел Аркаша Сапожков путём скрещивания растений с Альдебарана (скорость роста), пшеницы и хлебного дерева. Плоды на деревьях сначала зелёные, потом становятся обычными бубликами — негорячими, без мака, но очень свежими.
- Мангодыня — дерево-гибрид манго и дыни. Плоды у него большие, как у дыни, вкус — как у манго. И ещё одна отличительная черта — косточка легко отделяется от мякоти.
- Злодей — обычный жираф, только с одним-единственным рогом посередине головы. Скучный и добрый.
- Комгусь (Перелётный комар) — помесь комара и гуся. Его вывел Пашка Гераскин, пытаясь сделать так, чтобы комары улетали летом на север. Пашка назвал своё творение «перелётным комаром». У комгуся шесть ног с перепонками, серые перья, кое-как прикрывающие хитиновый покров, крылья покрыты гусиным пухом, а вместо клюва на голове — жало длиной в полметра.
- Гришка и Машка (Медея) — дельфины, живут на биостанции.
- Моментальный горох — особый горох, семена которого прорастают везде, куда бы они ни попали.
- Гаврюха — волк, живёт на биостанции в Москве и остаётся на зиму сторожем биостанции, потому что очень любит снег и свободу, тогда как все остальные звери — в КосмоЗоо. Впоследствии оказывается оборотнем по имени Канис, которых попал в мир Алисы из параллельного мира, потому что не хотел быть злым.
- Гриша — мамонтёнок, первый житель нового зоопарка Палеозо, которого отыскали в вечной мерзлоте далеко на севере и смогли оживить.
- Кузя — дракон, живущий в зоопарке Кишинёва в Молдавии. Сбежал после трёх лет проживания в зоопарке. Его привёз профессор Селезнёв, когда летал в экспедицию на корабле «Пегас». Огнедышащий, длина — 45 метров, красно-зелёного цвета.
- Руслан — дельфин, который находится на попечении у Берты Максимовны, коллеги Алисы. Похоже, любит треску.
- Чувствующие цветы — цветы, которые имеют чувства. Их выращивал Аркаша Сапожков, чтобы узнать как цветы выражают свои чувства. Если эти цветы кивают головками, раскрывают лепестки и шевелят листьями — они довольны. Их надо поливать тёплой витаминной водой.
- Полкан, Руслан и Султан — собаки. Летом помогают геологам разыскивать руду и ископаемые кости.
- Попугай пирата Сильвера — разумен, характер своенравный и склочный. Подменяет Джона Сильвера на посту, когда тот злоупотребит ромом. Часто занимает сторону Алисы.
- Звёздный пёс — принадлежит Бакштиру. По виду — обыкновенная полудворняга чёрного цвета с белым брюхом, озорной улыбкой и ореховыми глазами. Обладает способностью телепортироваться на любые расстояния вплоть до края Галактики. Разумен, но в состоянии запомнить и произнести только одно слово и не больше, чем на неделю.
- Истинокс Пупер — в мультсериале «Алиса знает, что делать!»: животное с планеты Верум, представитель полуразумного вида, обладающего коллективной способностью к предсказаниям. Впоследствии получает большую часть коллективного разума, становясь разумным и говорящим, и переселяется в квартиру Селезнёвых. Ленив и эгоистичен, но предан своим друзьям и всегда готов им помочь. Впоследствии выясняется, что в одиночку практически потерял способность предсказывать.